# Goroțvet, Razgrad
Goroțvet (în bulgară Гороцвет) este un sat în comuna Loznița, regiunea Razgrad,  Bulgaria. 

## Demografie
Componența etnică a satului Goroțvet
     Turci (66,91%)
     Bulgari (28,18%)
     Nicio identificare (4,9%)
     Altele (0%)
La recensământul din 2011, populația satului Goroțvet era de 408 locuitori. Din punct de vedere etnic, majoritatea locuitorilor (66,91%) erau turci, cu o minoritate de bulgari (28,18%). Pentru 4,9% din locuitori nu este cunoscută apartenența etnică.